# Neuillyi béke

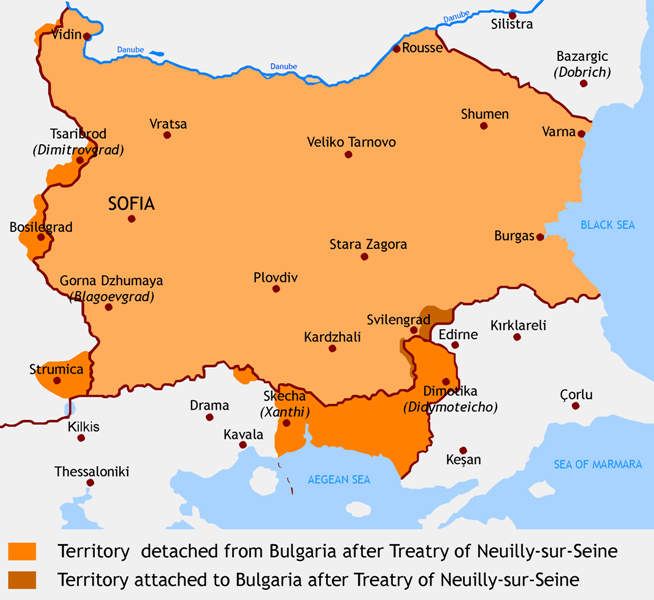
Bulgária területe a Neuilly-sur-Seine-béke után

A neuillyi béke Bulgária – mint az egyik központi hatalom – helyzetét rendezte az első világháború után, 1919. november 27-én írták alá Franciaországban Neuilly-sur-Seine-ben.
A szerződés új határokat jelölt ki Bulgária számára, Törökország, Görögország és a Szerb-Horvát-Szlovén Királyság egykor Bulgáriához tartozó területeket foglalhatott el. Az ország hadseregét 20 000 főben maximálták és 2,25 milliárd aranyfrank jóvátételt kellett fizetnie a győztes hatalmak részére, továbbá el kellett ismernie a Szerb-Horvát-Szlovén Királyságot. Összesen 11,5 ezer km² veszteség (480 ezer lakossal) után az ország területe 102,7 ezer km² lett. Az ünnepélyes aláírás Neuilly városában történt meg. Bulgária a békeszerződést „Második Nemzeti Katasztrófaként” élte meg, és a feltételeknek egyenes következménye lett, hogy a második világháborúban az ország a náci Német Birodalom mellett lépett be a háborúba, így foglalva vissza az elvesztett területeit.

## Területek a Szerb-Horvát-Szlovén Királysághoz
A későbbi Jugoszláv Királyság részére átadott területeknek elsősorban stratégiai jelentőségük volt, a korábbi határvonal a magas hegyláncokat követte, az új határ azonban ezeket a területeket elszakította Bulgáriától, így a szerbek katonai és stratégiai szempontból jóval előnyösebb helyzetbe jutottak, Szófia – a főváros – elérhető közelségbe került a szerb csapatok számára, így hárítva el, az esetleges újabb bolgár támadást.
A békeszerződés – csakúgy mint a hasonló Párizs környéki békediktátumok – nem vette figyelembe a nemzetiségek területét, így számos nagyrészt bolgárok lakta terület került más államhoz (például Bosilegrad, Dimitrovgrad település egy része), míg többségében szerbek által lakott területek maradtak Bulgáriában. Nagy-Szerbia megkapta a sztrumicai kiszögellést Macedóniában és három tiszta bolgár etnikumú határmenti területet („Nyugati határvidék”) – a Timok vasúti összeköttetés miatt fontos jobb parti sávját Jasenovaccal, Caribrod, illetve Boszilgrad körzetét.

## Görögország területszerzése
Nagy-Britannia különösen erőteljesen támogatta a Venizélosz görög miniszterelnök által megfogalmazott területi igényeket, hogy így szilárdan megvethesse a lábát a Balkánon. Görögország megkapta a Meszta-Marica közti Égei-korridort (Nyugat-Trákia), bár Alexandrúpoli (bolgárul: Dedeagacs) kikötőjét a békeszerződés értelmében használhatta volna Bulgária (ezt a görög fél elszabotálta). Karagacs és Dimotika település területeit Görögországnak volt kénytelen átengedni.

## Törökország
A békeszerződés érvénytelenítette az 1915-ös bolgár-török határegyezményt, Törökország visszakapta a Marica bal partján Musztafa Pasa/Szvilengrad városától Drinápoly határáig nyúló területet, a határegyezményben Bulgáriának juttatott terület csak egy kisebb része marad a bolgár állam fennhatósága alatt.

## Területek és népesség
1545 km² Szerbiához és 1028 km² a Macedóniai Köztársasághoz került. Kjusztendil 661 km², Caribrod 418 km², Tran 278 km², Kula 172 km² és Vidin 17 km² területtel Szerbia része lett. Bolgár források szerint Boszilgrad 95%-a bolgár volt, míg Caribrod 75%-a volt bolgár 1919-ben. Az utolsó szerb népszámlálásnál (2002), a bolgárok a lakosság 50%-át illetve 71%-át tették ki Dimitrovgradban és Boszilgradban.
- Venizélosz görög miniszterelnök követelései
- Sztambolijszki miniszterelnök aláírja a szerződést